# Săliște
Săliște – miasto w okręgu Sybin w Rumunii, 21 km na zachód od stolicy powiatu, Sybinu.
Miasto jest położone na skraju góry Cindrel.